# سيرجيو روبيرتو بريرا دا سوزا
سيرجيو روبيرتو بريرا دا سوزا (29 مايو 1977 في البرازيل - )؛ هو لاعب كرة قدم سابق كان يلعب كلاعب وسط.